# 雙棘石斑魚
雙棘石斑魚，為輻鰭魚綱鱸形目鱸亞目鮨科的其中一種，分布於印度洋區，從阿曼灣至印度馬德拉斯、斯里蘭卡海域，棲息深度10-300公尺，體長可達55公分，生活在沙泥底質海域，為底棲性魚類，屬肉食性，可做為食用魚。

## 擴展閱讀
維基物種上的相關：雙棘石斑魚